# Пини, Олег Алексеевич
Олег Алексеевич Пини (10 июня 1912 — 28 мая 1979) — советский литературовед.

## Биография
Родился 10 июня 1912 года в Петербурге. Окончив школу и педагогические курсы, был учителем в школах Актюбинска, Чкалова и других городов. Во время Великой Отечественной войны служил в рядах 4-го Украинского фронта. В 1951 году заочно окончил филологический факультет Ленинградского государственного педагогического института имени А. И. Герцена. В 1949—1953 годах работал сотрудником Литературного музея Института русской литературы, Всесоюзного музея А. С. Пушкина (1953—1958), с февраля 1958 по 1979 год — Пушкинской группы Института русской литературы, учёным секретарём Всесоюзной Пушкинской комиссии (1968—1979).
В Институте русской литературы Пини постоянно занимался научно-организационной работой. Был регулярным участником работы по организации и проведению всесоюзных пушкинских конференций. Среди печатных работ Пини преобладают информационные статьи и обзоры работ в области пушкиноведения. При его участии было осуществлено издание 14 ежегодных выпусков «Временника Пушкинской комиссии».
Пини — автор стати о юбилейной выставке, которая состоялась в Ленинграде в ознаменование 150-летия первого издания «Слова о полку Игореве» (1950—1951), в организации выставки он принимал непосредственное участие. В 1958 году по материалам выставки Пини составил пособие для учителей средней школы о «Слове». Структура книги отразила экспозиционный план выставки, в том числе историю открытия и публикации «Слова», отражение «Слова» в древнерусской литературе и в русской и зарубежной литературе нового времени.
Всего Пини опубликовал более 40 своих работ: книг, статей и заметок.
Скоропостижно скончался 28 мая 1978 года в Ленинграде.

## Труды
- «Н. Г. Чернышевский в Петербурге», Л.: Лениздат, 1978;
- «Н. Г. Чернышевский в портретах, иллюстрациях, документах», Л.: Просвещение, 1978;
- «„Слово о полку Игореве“ в иллюстрациях и документах», предисловие Д. Лихачева, Л.: Детская литература, 1958;
- «А. Н. Радищев в портретах, иллюстрациях и документах», Л.: Просвещение, 1961;
- «Новонайденный автограф стихотворения Пушкина „Красавица“ („Все в ней гармония, все диво…“)», Л.: Временник Пушкинской комиссии, 1969;
- «Пушкиниана в периодике и сборниках статей 1962—63 гг.», Л.: Временник Пушкинской комиссии, 1966;
- «Пушкиниана в графике», обзор, (там же), Л.: 1965;
- «Всесоюзный музей А. С. Пушкина. Каталог», Л.: 1957;
- «К истории создания памятника Пушкину в Ленинграде», в сборнике «Пушкин и его время». Л.: 1962.